# Línea M-010 (Bahía de Cádiz)
La Línea M-010 (línea azul) es una ruta de transporte público en autobús del Consorcio de Transportes de la Bahía de Cádiz. Es una de las dos líneas que comunican la capital provincial, Cádiz, con su ciudad vecina, San Fernando.
El recorrido de esta línea cambió en abril de 2009 debido a las obras que se están realizando en la Calle Real de San Fernando, con motivo de las obras del Tranvía Metropolitano de la Bahía de Cádiz. Ahora discurre por la zona norte de la ciudad, en lugar de circular por el centro.
Después del fin de las obras en la Avenida del Puerto de Cádiz, desde el 28 de septiembre de 2010 vuelve a estar activa la parada de esta línea en la Plaza de España, sirviendo esta como terminal de la línea. La parada en la Avenida del Puerto se mantiene como correspondencia con las demás modos de transporte del intercambiador de Plaza de Sevilla.
La línea está explotada por las empresas Tranvía de Cádiz a San Fernando y Carraca, S.A. y Transportes Generales Comes, S.A.